# Tráfico de crianças
O tráfico de crianças é uma das formas de tráfico humano, constitui uma prática de sequestro, desaparecimento e ocultação da identidade das crianças, muitas vezes por meio da realização de partos clandestinos e de adoções ilegais. 
É uma prática usada por quadrilhas para seu financiamento. Igualmente, tem sido uma prática utilizada em regimes ditatoriais, principalmente como uma forma de retaliação contra mulheres ou famílias que são contrárias ao regime em vigor, tal como na Argentina durante o Processo de Reorganização Nacional, na Espanha franquista (Ver: Meninos roubados pelo franquismo) e no Brasil, durante a Ditadura Militar (1964-1985).
O tráfico de crianças destina para adoção ilegal, a exploração infantil, tanto para trabalho - serviço doméstico, trabalho escravo em campos, minas, plantações e fábricas - como sexual - para a prostituição e corrupção de menores, pornografia infantil, abuso sexual de crianças - atividades criminais, roubo, comércio de órgãos ou mendicância) e uso militar das crianças.
Diariamente, em várias partes do mundo, existem crianças que são compradas, vendidas e transportadas para longe de suas casas. O tráfico de seres humanos é um negócio multimilionário que continua a crescer em todo o mundo, apesar das tentativas de detê-lo.

## Adoção ilegal
Uma das finalidades do tráfico internacional de crianças, principalmente o de bebês, geralmente mas não exclusivamente recém-nascidos, é a de venda para adoção por famílias fora do Brasil, que buscam parentar mas não o conseguem por questões biológicas, sociais ou burocráticas, com alguns países tornando o processo regular de adoção dificultado. 
O tráfico de crianças nesta modalidade ocorreu com grande intensidade nos anos 1980, com uma quadrilha chefiada por uma mulher chamada Arlete Hilú, que foi condenada e presa. Estima-se que até 12 mil crianças tenham sido ilegalmente retiradas do Brasil por meio do esquema de Hilú. Ela agia com destaque na região Sul do Brasil, para conseguir crianças com traços europeus, o que ela atribuía à "demanda" dos casais estrangeiros, principalmente os europeus.
Segundo a imprensa brasileira da época, Arlete começou a traficar bebês em 1983, mediando a adoção de crianças estrangeiras. Segundo a criminosa, ela o fazia "apenas por assistencialismo", mas cada bebê era vendido por 8 mil a 10 mil dólares (dado de 1986).

## Direitos humanos
O tráfico de crianças constitui uma das mais graves violações dos direitos humanos no mundo atual e ocorre em todas as regiões do mundo. No entanto, foi somente ao longo das primeiras décadas do século XXI que a prevalência e consequências desta prática ganharam notoriedade internacional, devido a um aumento drástico na investigação e ação pública. 
A cada ano, centenas de milhares de crianças são contrabandeadas através das fronteiras e vendidas como objetos. Sem direito à educação, à saúde, a crescer dentro de uma família ou da proteção contra abusos, estas crianças são exploradas por adultos, enquanto o seu desenvolvimento físico e emocional e sua capacidade de sobreviver estão ameaçados.